# 557 Violetta
557 Violetta è un asteroide della fascia principale. Scoperto nel 1905, presenta un'orbita caratterizzata da un semiasse maggiore pari a 2,4423148 UA e da un'eccentricità di 0,1010585, inclinata di 2,49599° rispetto all'eclittica.
Violetta è il nome della protagonista della Traviata di Giuseppe Verdi.